# Inger Davidson
Inger Margareta Davidson, född Winblad den 2 december 1944 i Enskede i Stockholm, är en svensk politiker (kristdemokrat). Hon var partisekreterare 1989–1991, riksdagsledamot 1991–2010 och civilminister 1991–1994.

## Karriär
Davidson var en av Kristdemokraternas mest framträdande politiker under drygt tjugo år och var bland annat partisekreterare 1989–1991, förste vice partiordförande 1993–2003 och vice ordförande för riksdagsgruppen 2009–2010. Hon blev den första kvinnliga politiker som utnämnts till partisekreterare.
Davidson var 1991–1994 civilminister i regeringen Carl Bildt och ansvarade för statlig förvaltning, kommuner och landsting, länsförvaltning, jämställdhet, konsumentskydd och ungdomsfrågor. Som riksdagsledamot från 1991 var hon invald i Stockholms läns valkrets. Hon var bland annat ordförande för kulturutskottet 1998–2002, vice ordförande för justitieutskottet 2006–2010 och ledamot av utbildningsutskottet 1994–1998 samt 2002–2006. Hon var 2011–2017 ordförande i Svenska Unescorådet.

## Familj
Inger Davidson gifte sig 1968 med Hans Davidson och bosatte sig då i Nacka. Till yrket är hon mellanstadielärare, vilket hon arbetade som 1969–1987. Inger Davidson är uppvuxen inom pingströrelsen, där hennes far Ernst Winblad var pastor. Hon är kusin till journalisten Lennart Winblad.

## Uppdrag och befattningar

### Organisatoriska uppdrag i Kristdemokraterna
- 1980-talet Lokalavdelningsordförande i Nacka
- 1980-talet Vice distriktsordförande i Stockholms läns distrikt
- 1987–1989 Ombudsman i Stockholms läns distrikt
- 1989–1991 Partisekreterare
- 1993–2003 1:e vice partiordförande

### Politiska uppdrag för Kristdemokraterna
- 1987–1988 Politisk sekreterare i riksdagen
- 1991–1994 Civilminister
- 1994–2010 Riksdagsledamot
  - Ledamot av utbildningsutskottet 1994–1998
  - Ordförande i kulturutskottet 1998–2002
  - Suppleant i utrikesnämnden 1998–2004
  - Ledamot i utbildningsutskottet 2002–2006
  - Ledamot i Krigsdelegationen 1991–1994, 1998–2006
  - 1994–1996 Suppleant i Nordiska Rådets svenska delegation
  - Suppleant i valberedningen 2006–2010
  - Vice ordförande i justitieutskottet 2006–2010

### Regeringsuppdrag
- 2001– Ordförande i Kungliga Bibliotekets styrelse
- 2004–2010 Ordförande i Rikstrafiken
- 2011–2017 Ordförande i Unesco-rådet
- 2014– Ledamot i stiftelsen Allmänna Barnhuset

### Övriga uppdrag
- 2014– Ordförande i ECPAT
- 2010– Ledamot i Skyddsvärnets styrelse

## Utmärkelser
- H. M. Konungens medalj i guld av 12:e storleken med Serafimerordens band (Kon:sGM12mserafb, 2011) för en framstående politikergärning[2]